# 1025 w polityce

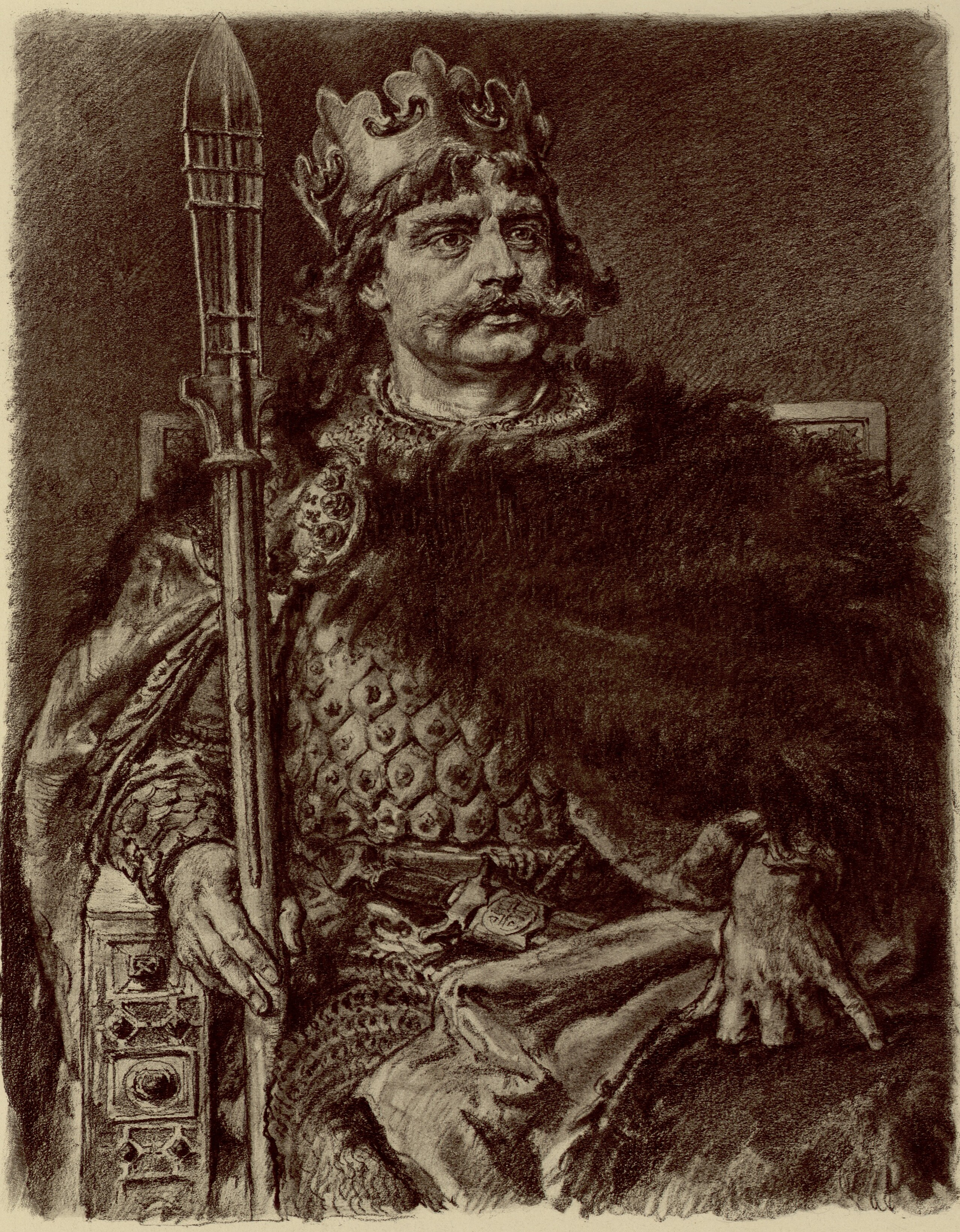
Jan Matejko, Bolesław Chrobry

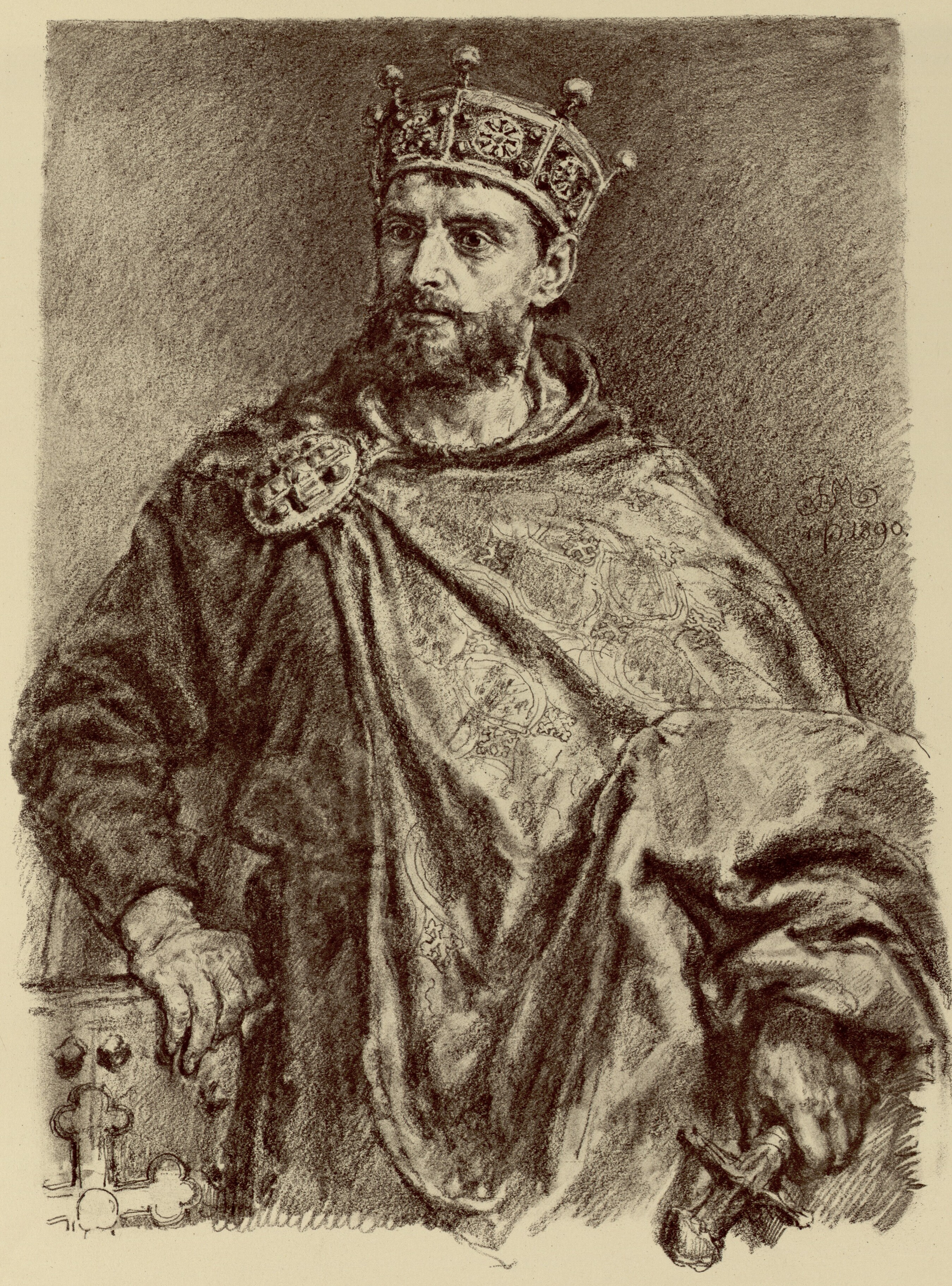
Jan Matejko, Mieszko II Lambert

Wydarzenia polityczne w 1025 roku.

## Wydarzenia
- Bolesław Chrobry koronuje się na króla Polski[1].
- 25 grudnia Mieszko II Lambert koronuje się na króla Polski[2].

## Urodzili się
- Go-Reizei, cesarz Japonii w latach 1045–1068[3].

## Zmarli
- 17 czerwca[4] Bolesław Chrobry, pierwszy koronowany władca Polski[1].
- 15 grudnia Bazyli II Bułgarobójca, cesarz bizantyjski[1][5].